# 室戶颱風
室戶颱風是1934年太平洋颱風季的一個熱帶氣旋，風暴在9月15日於菲律賓附近形成，在9月23日消散。它在1934年9月21日5時於日本高知縣室戶岬第一次登陸，隨後又在8時于大阪、神戶之間再次登陸，最終於新潟縣出海。室戶颱風第二次登陸日本時創造了最大瞬間風速每秒60公尺的紀錄，還導致滿潮上升到了4公尺。室戶颱風與伊勢灣颱風、枕崎颱風並列為昭和三大颱風。

## 影響

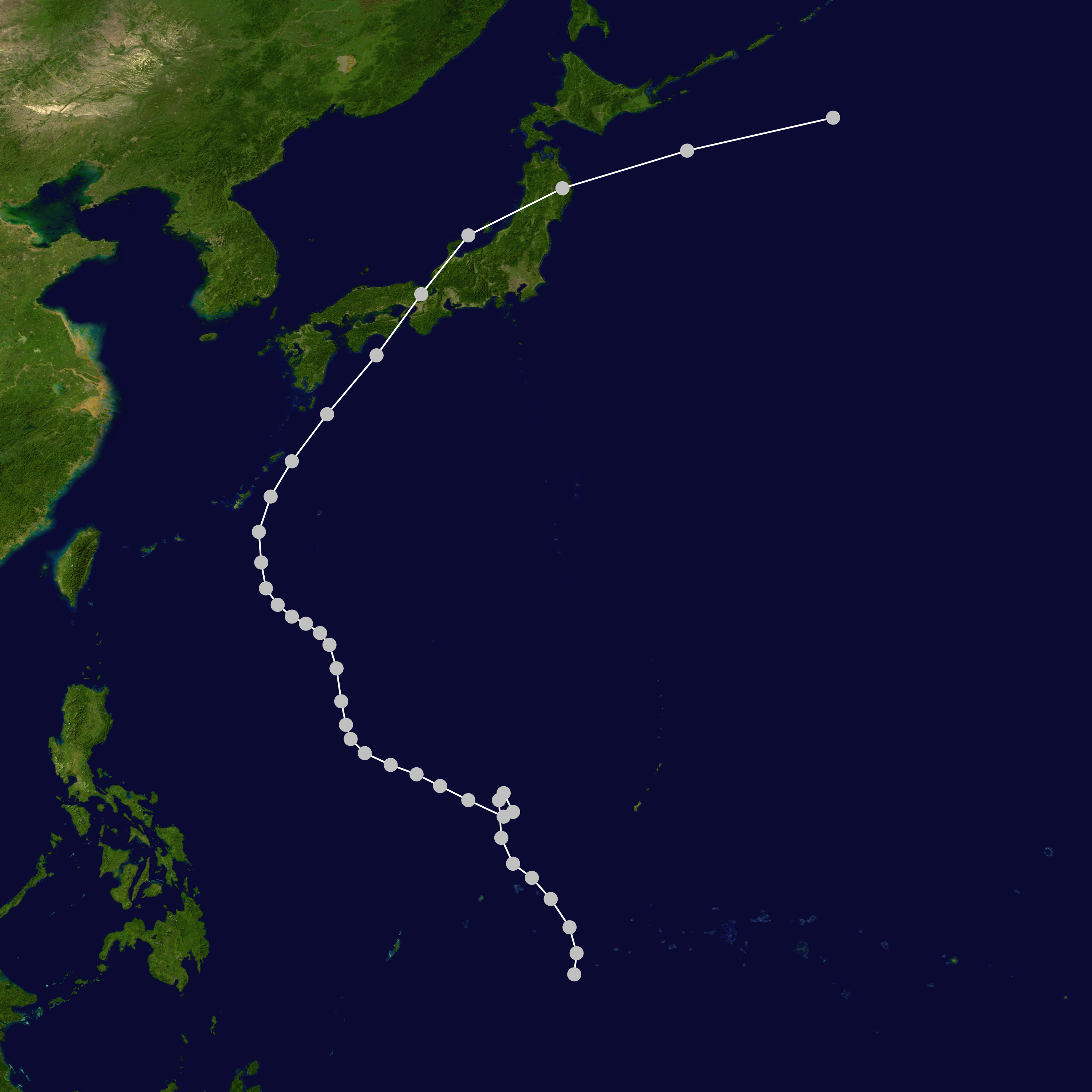
室戶颱風路徑

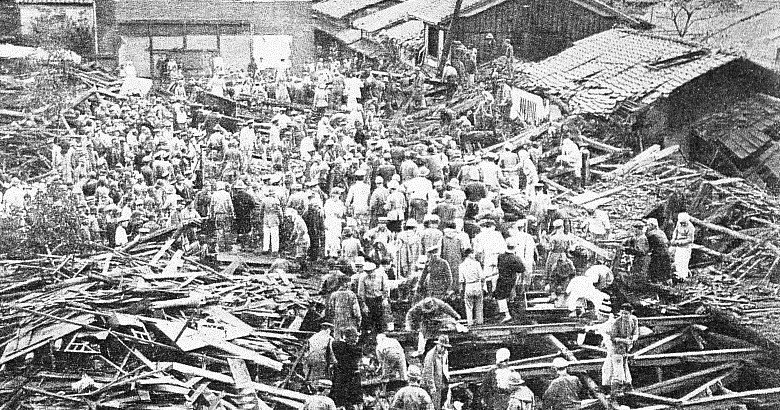
京都西陣小學在風災中嚴重毀損

室戶颱風給日本本州西部帶來了極大的災情，共造成了2,702人死亡、334人失蹤、14,994受傷。該颱風在室戶岬登陸時中心氣壓為911.6帕斯卡，創下颱風在日本本土登陸時的最低氣壓紀錄。因為颱風在登陸大阪時遇到高潮，所以大阪港築港路地區在30分中內流入大量海水，而且因為地層下陷的緣故，大阪城附近開始淹水。因為水位急速上升，大阪灣一帶溺水而死的居民推測超過1,900人。

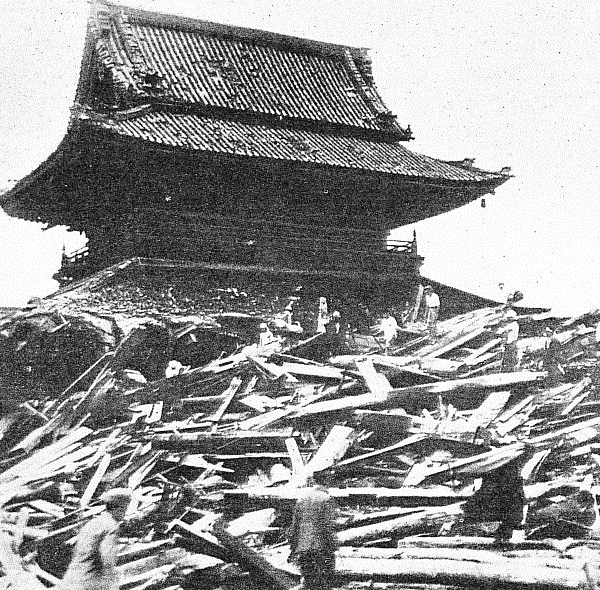
四天王寺的五重塔在風災中嚴重毀損

學校、寺院及許多大型建築物也受到嚴重的破壞，特別是小學。當時244所小學及2所進修學校中，有180所學校因為是古老的木造建築，所以損壞特別嚴重。颱風接近時，許多人在小學避難，但是因為學校建築遭到破壞，導致死傷慘重，罹難的人數達到267人（其中兒童為251人），輕重傷的居民則有1571人以上。相較之下，學校以外罹難的人數則為18人、輕重傷者是610人。京都兩洋中學的30名學生因為校舍倒塌加上化學藥品引起火災而喪生。
位於大阪府西成郡川北村（現在位於西淀川區中島）的痲瘋病療養所外島保養院也有187人罹難，該療養所後來搬遷到岡山縣，改名為邑久光明園。
四天王寺中的五重塔（建於1812年）與仁王門在風災中嚴重毀損，京都府也有木造校舍遭到破壞，位於滋賀縣的滿月寺浮御堂也傾倒。東海道本線列車通過滋賀縣大津市濑田川鐵橋時，因颱風而出軌，車内乘客的死傷人數大約200人
大阪管區氣象台的室戸岬測候所曾測得最大瞬間風速每秒60公尺的紀錄，建築基準法後來在2000年根據這次颱風的經驗，將建築物承受的風速設定在每秒61公尺。
| 排名     | 熱帶氣旋     | 名稱     | 氣壓 (hPa) | 登陸時間 (UTC+9)    | 登陸地點     |
| -------- | ------------ | -------- | ---------- | ------------------- | ------------ |
| 1        | 第二室戶颱風 | Nancy    | 925        | 1961年9月16日 9時   | 室戸岬西方   |
| 2        | 伊勢湾颱風   | Vera     | 929        | 1959年9月26日 18時  | 潮岬西方     |
| 3        | 颱風仁斯     | Yancy    | 930        | 1993年9月3日 16時   | 薩摩半島南部 |
| 4        | 颱風南瑪都   | Nanmadol | 935        | 2022年9月18日 19時  | 鹿児島市附近 |
| 4        | 颱風露芙     | Ruth     | 935        | 1951年10月14日 19時 | 串木野市附近 |
| 6        | 颱風密瑞兒   | Mireille | 940        | 1991年9月27日 16時  | 佐世保市南   |
| 6        | 颱風戴莉斯   | Trix     | 940        | 1971年8月29日 23時  | 佐多岬       |
| 6        | 颱風雪莉     | Shirley  | 940        | 1965年9月10日 8時   | 安藝市附近   |
| 6        | 颱風琴恩     | Jean     | 940        | 1965年8月6日 4時    | 牛深市附近   |
| 6        | 颱風維爾達   | Wilda    | 940        | 1964年9月24日 17時  | 佐多岬       |
| 6        | 颱風魯依絲   | Louise   | 940        | 1955年9月29日 22時  | 薩摩半島     |
| 6        | 颱風葛瑞絲   | Grace    | 940        | 1954年8月18日 2時   | 鹿児島県西部 |
| 參考記錄 | 室戶颱風     |          | 911.6      | 1934年9月21日       | 室戸岬西方   |
| 參考記錄 | 枕崎颱風     | Ida      | 916.3      | 1945年9月17日       | 枕崎町附近   |

## 紀念
日本政府在大阪城公園建造慰靈塔（教育塔），用來紀念風災中的罹難者。

### 文獻
- 大阪市『昭和大阪市史 第六巻 社会篇』、1953年
- 大阪市『昭和大阪市史 第七巻 文化篇』、1953年
- 大阪府『大阪府風水害誌』、1936年
- 大阪管區氣象台編『大阪の気象百年』、日本気象協会関西本部、1982年
- 兵庫県『昭和九年風水害誌』 1935年
- 昭和大阪市史

## 外部連結
- Web版尼崎地域史事典『apedia』 （页面存档备份，存于）
- 室戸台風と高潮（页面存档备份，存于）
- 教育塔（页面存档备份，存于）